# Doo Wop (That Thing)
Doo Wop (That Thing) è un singolo della cantautrice e rapper statunitense Lauryn Hill, pubblicato il 7 luglio 1998 come primo estratto dal primo album in studio The Miseducation of Lauryn Hill.

## Descrizione
Il brano è stato scritto e prodotto dalla stessa Hill ed è stato registrato presso i Chung Kong Studios di New York e presso i Marley Music Inc. di Kingston (Giamaica) nel gennaio 1998.

## Video musicale
Il videoclip della canzone è stato girato a Manhattan e ha vinto quattro premi agli MTV Video Music Awards 1999, tra cui quello come "video dell'anno".

## Premi e riconoscimenti
Nell'ambito dei Grammy Awards 1999 il brano ha trionfato nelle categorie "miglior interpretazione vocale R&B femminile" e "miglior canzone R&B".

## Tracce
1. Doo Wop (That Thing) [radio edit] – 4:00
2. Doo Wop (That Thing) [instrumental] – 4:00
3. Doo Wop (That Thing) [Gordon's Dub] – 4:00

## Classifiche
| Classifica (1998–99)                 | Posizione raggiunta |
| ------------------------------------ | ------------------- |
| Canada (RPM])                        | 2                   |
| Regno Unito (Official Singles Chart) | 3                   |
| Stati Uniti (Billboard Hot 100)      | 1                   |